# Paraminabea cosmarioides
Paraminabea cosmarioides är en korallart som först beskrevs av Williams 1992.  Paraminabea cosmarioides ingår i släktet Paraminabea och familjen läderkoraller. Inga underarter finns listade i Catalogue of Life.